# 59-я улица (Манхэттен)
59-я улица (англ. 59th Street) — улица в Мидтауне Манхэттена, Нью-Йорк. Улица проходит от Йорк-авеню на востоке до Вест-Сайд-Хайвея на западе, прерываясь между Девятой и Восьмой авеню, где расположен Тайм-Уорнер-Центр. На пересечении со Второй авеню 59-я улица имеет ответвление на мост Куинсборо, который часто называют мостом 59-й улицы:1067–8, хотя сама 59-я улица продолжается далее на восток.

## Прохождение
Часть улицы, образующая южную границу Центрального парка, от Коламбус-Серкл на пересечении с Восьмой авеню до Гранд-Арми-Плазы на пересечении с Пятой авеню, известна как Сентрал-Парк-Саут (англ. Central Park South):222.
В то время как Сентрал-Парк-Саут является двусторонним, движение по участку 59-й улицы между Девятой и Одиннадцатой авеню является односторонним в западном направлении, а участок между Пятой авеню и Второй авеню — односторонним в восточном.
59-я улица образует границу между Мидтауном и Верхним Манхэттеном:839. К северу от 59-й улицы Верхний Вест-Сайд:1353 и Верхний Ист-Сайд:1352 продолжаются по обе стороны от Центрального парка. В Вест-Сайде к северу от 59-й улицы нумерованные авеню переименовываются: Восьмая авеню становится Сентрал-Парк-Уэст:225, Девятая авеню — Коламбус-авеню, Десятая — Амстердам-авеню, а Одиннадцатая — Уэст-Энд-авеню.

## Описание
Исторически на улице находилось множество магазинов и отелей. В 1963 году на пересечении с Лексингтон-авеню открылся флагманский магазин торговой сети Alexander’s. В 1999 году он был снесён, а в 2004 году на его месте был возведён небоскрёб Блумберг-Тауэр:18. Напротив него находится флагманский магазин люксовой торговой сети Bloomingdale's:135–136.
На Сентрал-Парк-Саут находится четыре фешенебельных отеля: Плаза:1003, Ритц-Карлтон-Нью-Йорк-Сентрал-Парк (англ. The Ritz-Carlton New York, Central Park), который является флагманом сети Ritz-Carlton, Парк-Лейн и Эссекс-Хаус, а также жилое здание Гейнсборо-Студиос.

## Общественный транспорт
59-я улица обслуживается следующими станциями нью-йоркского метро:
- 59-я улица — Колумбус-Серкл
- Пятая авеню — 59-я улица
- Лексингтон Авеню — 59-я улица

Канатная дорога острова Рузвельт начинается от Второй авеню около 59-й улицы и продолжается на восток до острова Рузвельт:1123.